# Da Lench Mob
Da Lench Mob fue un grupo de hip hop que apareció por primera vez en el álbum AmeriKKKa's Most Wanted de Ice Cube, su debut. Estaba formado por Shorty, J-Dee y T-Bone. El propio Cube era su productor ejecutivo. En su primer álbum, Guerillas In Tha Mist, hacían mucho hincapié en la política en sus canciones, todo ello con un sonido muy West Coast. El video del primer sencillo del álbum, titulado también "Guerillas In Tha Mist", se hizo bastante popular a finales de 1992. Sin embargo, Da Lench Mob eran frecuentemente criticados por sus letras en canciones como "Buck Tha Devil", que fue interpretada como una promoción racista de la violencia de los negros sobre los blancos (el término "devil", que es diablo, se refiere a las personas blancas).
J-Dee fue condenado de por vida por intento de asesinato en 1993, y por lo tanto abandonó el sello discográfico. En vez de deshacerse el grupo, un rapero de Oakland llamado Maulkie reemplazó a J-Dee para la grabación del segundo disco, Planet Of Da Apes, en 1994. Al poco tiempo el grupo se rompió.
La canción "Guerillas In Tha Mist" fue incluida en la banda sonora del videojuego Grand Theft Auto: San Andreas, en la emisora Radio Los Santos.
El grupo, que no está disuelto, planea grabar pronto un nuevo álbum. J-Dee también probablemente será puesto en libertad en unos años.

## Discografía
- 1992: Guerillas In Tha Mist
- 1994: Planet Of Da Apes